# Фойба

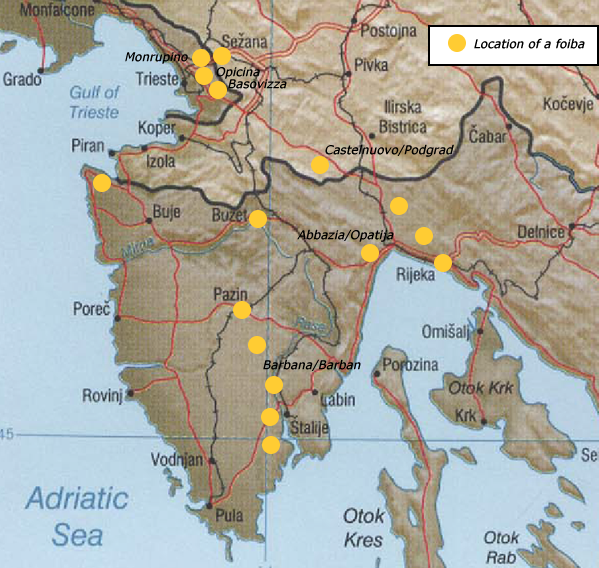
Місця масових поховань в Істрії.

Фойба — термін, який в італійській, хорватській та словенській мовах спочатку означав «карстовий провал». Починаючи з серпня 1945 року в італійській пресі, а зараз і в сучасній історіографії цих країн термін набув нове значення — він означає місця масових поховань жертв етнічних чисток (переважно італійського населення), здійснених югославськими партизанами на півострові Істрія та у прилеглих регіонах під час Другої світової війни та одразу після неї.

## Передісторія

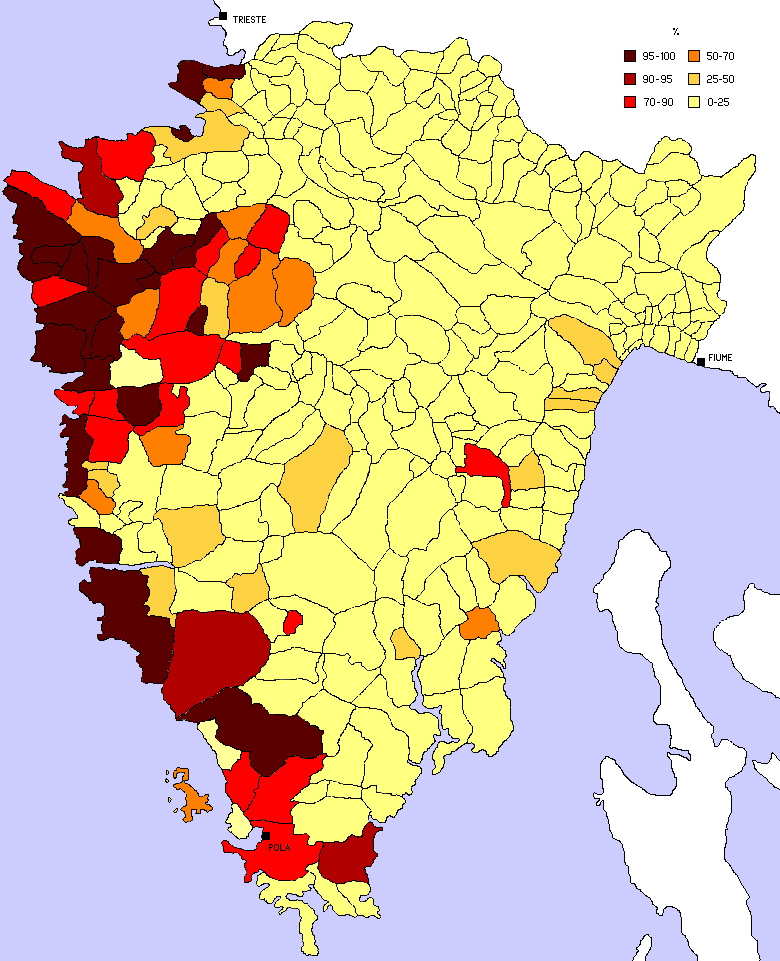
Італійці в Істрії (перепис 1910)

У першій половині XX століття населення Істрії (у складі Австро-Угорщини) було змішаним слов'янсько-італійським, причому італійці жили в основному вздовж західного узбережжя Істрії. Після поразки Австро-Угорщини у Першій світовій війни та її поділу Істрія стали предметом суперечки між Італією та Югославією, і до 1924 року Істрія повністю відійшла до Італії. Відразу після цього режим Муссоліні розпочав примусову італізацію території; під загрозою великих штрафів місцеві слов'яни були змушені змінювати імена на італійські, викладання та діловодство було повністю переведені на італійську мову.
У період 1941—1943 років італійська військова влада на чолі з генералом Роатта здійснювала активні репресії проти місцевого слов'янського населення, створюючи концентраційні табори (такі, як табір на острові Раб (англ.) та ін.), де смертність ув'язнених досягала 15-18 %. Італійська військова влада сприяла «очищенню» території від слов'ян для подальшого заселення італійцями. Ряд сіл було знищено, а їх населення було вбито без суду та слідства. Однак у післявоєнний період генерал Роатта уникнув відповідальності за свої дії.

## Масові вбивства
Падіння режиму Муссоліні та вихід Італії з війни призвели до паралічу італійської влади в Істрії, чим і скористалися югославські партизани, що захопили острів. Для того, щоб не допустити повернення території до складу Італії, партизани почали виселяти італійське населення, а тих, хто чинив опір, вбивали. Більшість масових вбивств сталася у районах, де італійці становили меншість населення. Вбивства майже не торкнулися західного узбережжя, де була зосереджена основна маса італійців, за винятком територій навколо Трієста, що представляв інтерес для югославів. Більшість вбивств сталася на територіях, де переважали хорвати; у місцях проживання словенців відмічені лише поодинокі випадки.
Пік масових вбивств припадає на два моменти: вересень 1943 року (у період між італійським перемир'ям з 8 вересня до німецької окупації, яка почалася в жовтні), а також масові страти в травні 1945 року (під час і відразу після заключних військових операцій у Європі). В інші періоди війни було відмічено лише кілька таких випадків. Більшість жертв у 1943 році були цивільними особами, які були вбиті під час національного повстання в Хорватії та Словенії, та часто були жертвами зведення особистих рахунків. Жертви 1945 року є результатом захоплення території югославськими партизанами .

## Наслідки
Масові поховання були практично відразу виявлені німцями в листопаді 1943 після їх вступу на територію Істрії; у кожному із поховань було виявлено кілька десятків тіл. Наслідки етнічних чисток 1945 року також стали відомі італійцям практично відразу внаслідок того, що північно-західна частина Істрії (Трієст та околиці), які 1945 року контролювали югославські партизани, були в результаті передані Італії.
Існують різні оцінки кількості жертв. Більшість італійських авторів говорять про 4500-6000 чоловік (в Істрії, Трієсті і на всій території на захід від югославсько-італійського кордону 1920—1924 років, де діяли комуністичні партизани), деякі дослідники наводять і більші оцінки.
Результатом дій партизанів стала масова втеча італійського населення з Істрії та Далмації.
Італійці спорудили пам'ятні знаки на місцях масових вбивств, розташованих у повоєнних кордонах Італії. Місця поховань відвідували політики, включаючи найвищих осіб держави. На території Югославії лише після падіння комунізму хорватська та словенська історіографія почали систематично досліджувати питання про жертв партизанського руху.